# Belagerung von Saint-Antonin
Saint-Jean-d’Angély – Montauban – La Rochelle (1621/22) – Royan – Saint-Antonin  – Montpellier – La Rochelle (1627–1628)
Die Belagerung von Saint-Antonin ereignete sich im Jahre 1622, als König Ludwig XIII. umfangreiche Anstrengungen unternahm, um die Hugenotten (von ihm selbst als Rebellen bezeichnet) zu bezwingen.

## Vorgeschichte
Nach der vergeblichen Belagerung von Montauban im Jahre zuvor änderte Louis XIII. seine Taktik und begann zunächst die weniger stark befestigten Hugenottenstädte anzugreifen. Nach der Befriedung des Poitou und der Saintonge überließ  er die Blockade von La Rochelle seinem Cousin Louis de Bourbon-Soissons und marschierte mit seiner Truppe in Richtung auf das Languedoc.
Die Armee passierte Royan am 16. Mai und zog weiter bis Mortagne. Am 17. Mai wurde Mirambeau erreicht. Am 18. und 19. Mai rastete die Truppe in Montlieu. Am 20. Mai wurde  Saint-Aulaye, am 21. Mai  Guîtres, am 22. Mai Saint-Émilion, am 23. Mai  Castillon-la-Bataille und am 25. Mai Sainte-Foy-la-Grande erreicht. Dieses wurde von Jacques Nompar de Caumont kampflos an den König übergeben.
Louis XIII. setzte seinen Marsch fort, erreichte Monségur am 28. Mai, Marmande am 29. Mai, passierte  Tonneins, das von Charles II. de Lorraine, duc d’Elbeuf und Maréchal Pons de Lauzières, Marquis de Thémines, am 4. Mai 1622 niedergebrannt worden war. Am 30. Mai befanden sich die königlichen Truppen in Aiguillon und am 1. Juni in Agen. Dann wurde die Garonne bei Valence-d’Agen überschritten und  Moissac erreicht. Von hier aus schickte der König den Marquis Valençay mit den Gendarmes de la garde und dem Regiment „Chevau-légers de Condé“ zur Erkundung vor die Hugenottenhochburg Montauban, die er im Jahr zuvor vergeblich belagert hatte. Am 7. Juni biwakierte das Heer in der Nähe von Piquecos, etwa 2 Lieues von Montauban entfernt, in der Hoffnung, die Montaubaner durch die Kavallerie herauslocken zu können und sie so zur offenen Feldschlacht zu zwingen. Das gelang jedoch nicht, die Montaubaner blieben hinter ihren sicheren Mauern sitzen.
Am 10. Juni erschienen die königlichen Truppen vor Nègrepelisse, das sie nach kurzer Belagerung eroberten und wo sie dann auf Befehl von Louis XIII. ein Massaker anrichteten; alle circa 800 Männer des Ortes wurden hingerichtet.

## Beteiligte Einheiten (soweit bekannt)
- Régiment d’Estissac
- Régiment des Gardes françaises
- Régiment de Hocquincourt
- Régiment de La Douze
- Régiment de Navarre
- Régiment de Normandie
- Régiment de Nérestang
- Régiment de Piémont
- Régiment de Puyserguier
- Régiment de Soyecourt
- Régiment de Vaillac
- Régiment de Vibraye
- Gendarmes de la garde
- Régiment „Chevau-légers de Condé“

## Die Belagerung

Die hugenottische Revolte innerhalb der protestantischen Bastion von Tarn und Garonne (1621–1628)

Während die Aktion von Nègrepelisse noch andauerte, war das Städtchen Saint-Antonin bereits von den Régiment de Piémont und dem Régiment de Normandie  unter dem Kommando von César de Bourbon, duc de Vendôme und dem Maréchal de Thémines umzingelt worden.
Das Flüsschen Aveyron war durch ein Wehr angestaut und bildete so an der wasserseitigen Stadtmauer eine unüberwindliche Wasserfläche. Dazu war das Schleusentor der Mühle geschlossen worden, um den Wasserstand weiter zu erhöhen, da der Aveyron um diese Jahreszeit für gewöhnlich nur eine Tiefe von etwa 30 Zentimetern hatte. Der Wallgraben wurde von dem Bach Bonette geflutet, der anschließend in den Aveyron mündet. Der einzige mögliche Zugang war von zwei Bastionen, einem Hornwerk und drei Ravelins geschützt. Die Contrescarpe war von Musketieren besetzt. Das Stadttor war nur über eine Brücke zugänglich, die den Aveyron überquerte und von einer Flankierungsmauer mit zwei Türmen gedeckt wurde.
Der Maréchal de camp Louis de Marillac begann den Bonnette-Bach umzuleiten, um den Wallgraben trockenzulegen. Dazu deponierte er eine große Menge an Gabionen und Palisaden im Bachbett vor dem Hornwerk, das von Vendôme als Angriffsziel ausgesucht worden war.
Das war allerdings nicht die Meinung von François de Bassompierre, den Condé am 14. Juni mit der Aufklärung der Festungsanlagen beauftragt hatte

„Man sollte Befestigungen der Städte nicht wie Stiere bei den Hörnern packen. Eine gute Lehre des Fechtunterrichts war, die Spitze des Schwertes des Feindes zu vermeiden und nach Schwächen zu suchen, um ihn so zu überwältigen“

Infolgedessen schlug er vor, das Schleusentor der Mühle aufzubrechen, mit der Artillerie eine Bresche in die Mauer zu schießen und dann die Stadt durch das Flussbett anzugreifen.
Condé wollte nichts davon hören und ließ die im Tal der Bonnette begonnenen Angriffsvorbereitungen fortsetzen. Henri de Schomberg brachte dort seine sieben Kanonen in Feuerstellung.
Louis XIII. hatte sich inzwischen mit seinem Hofstaat in Caylus (Tarn-et-Garonne) eingefunden, kam aber jeden Tag in eine Redoute an der Bonnette, um dem Fortschritt des Angriffs zu verfolgen. Er richtete persönlich eine Couleuvrine auf die Bauern, die die Wälle der Stadt reparierten.
Am 20. Juni gab die Explosion einer Mine das Signal zu einem Generalangriff, an dem auch 100 Mann der „Gendarmes de la garde du roi“ teilnahmen.

„Es gelang, das Hornwerk einzunehmen und bis zur Contrescarpe vorzudringen, es waren aber über 400 Tote und Verletzte zu beklagen, darunter Henri de Buade-Palluau Comte de Frontenac, Mestre de camp des Régiment de Navarre, und des Baron de Paillez, Sergent de bataille im Régiment de Normandie. Die Frauen kämpften und starben wie die Männer, es war ein Inferno aus Eisen, Blut, Feuer und Flammen.“

Am 21. Juni war die Contrescarpe unterminiert, die Artillerie hatte eine Bresche in die Mauer geschossen. Die Belagerten bekamen Zweifel an einem weiteren Widerstand und sie begannen über eine Aufgabe zu verhandeln.

„Sie wollten an die Milde des Königs appellieren, ihr Leben zu schonen, ein Lösegeld von 100.000 Livres anbieten um eine Plünderung abzuwenden und eine Garnison aufnehmen bis die Festungsanlagen geschleift wären.“

Das wurde von Ludwig so akzeptiert, sodass der Stadt ein Massaker wie das in Nègrepelisse erspart blieb.

## Folge
Nach der Einnahme von  Saint-Antonin setzte Louis XIII. seinen Marsch über Castelnau-de-Montmiral, Saint-Sulpice-la-Pointe fort, umging Toulouse, zog weiter über Belcastel (Tarn), Saubens nach  Caraman, das bereits nach dem ersten Kanonenschuss kapitulierte. Der Marsch ging weiter über Cuq-Toulza, das von nur sechs Kompanien erstürmt werden konnte bis nach Saint-Félix-de-Caraman, wo am 30. Mai ein Lager aufgeschlagen wurde. Am 3. Juli kam das Heer nach Castelnaudary, wo wegen der Kranken eine Rast von 10 Tagen notwendig war. Danach ging es weiter nach Montpellier, das sich nach einer siebenwöchigen Belagerung ergab.